# Comuna Järva-Jaani
Järva-Jaani (în germană Sankt Johannis) este o comună (vald) din Comitatul Järva, Estonia. Comuna cuprinde 9 sate. și reședința comunei, târgușorul Järva-Jaani. Localitatea a fost locuită de germanii baltici.

## Localități componente

### Târgușoare
- Järva-Jaani

### Sate
- Jalalŏpe
- Jalgsema
- Kagavere
- Karinu
- Kuksema
- Metsla
- Metstaguse
- Ramma
- Seliküla